# Lăpuș-Argeș
Lăpuș-Argeș este unul dintre cartierele mărginașe ale Craiovei situat în partea de nord-est a orașului la ieșire spre București.
 Acest articol despre o localitate din județul Dolj este deocamdată un ciot. Puteți ajuta Wikipedia prin completarea lui.